# Cortodera spuria
Cortodera spuria är en skalbaggsart som först beskrevs av Leconte 1873.  Cortodera spuria ingår i släktet Cortodera och familjen långhorningar. Inga underarter finns listade i Catalogue of Life.